# 岡山市立城東台小学校
岡山市立城東台小学校（おかやましりつじょうとうだいしょうがっこう）は、岡山市東区城東台西三丁目6番3号に位置する、公立の小学校。
岡山市立上道中学校などは、地名の「上道」で表記されているが、城東台小学校は、位置する学区の地名である「城東台」に合わせ、「城東」と表記されている。これは岡山城の東の高台に当たる部分に位置することに由来する。

## 概要
地域住民の要望を受け、2000年4月に開校した、割りと新しい小学校である。
バリアフリーを考慮して、エレベーター・スロープなどを設置している。

## 教育目標
ひとみきらきら あったかハート やる気もりもり 城東台っ子

## 沿革
- 2000年4月1日 - 地域住民の要望を受け、岡山市立浮田小学校から分離する形で新設される
- 2001年11月8日 - オーストラリア教育使節団視察
- 2001年11月22日 - 日中女性フォーラム中国使節団視察
- 2003年4月1日 - 知的障害児童（あおば学級）を新設する

## 主な進学先
- 岡山市立上道中学校
- 岡山県立岡山操山中学校

## 通学区域が隣接している学校
- 岡山市立浮田小学校
- 岡山市立古都小学校